# ジャアファル・モハメド・サアド
ジャアファル・モハメド・サアド（アラビア語: جعفر محمد سعد ？ - 2015年12月6日）は、イエメンの政治家、軍人。最終階級は陸軍少将。
イエメン統一以前は南イエメン軍に所属していた。地元役職者によれば、1994年のイエメン内戦でも南側に立って戦い、戦後はエジプトやイギリスで亡命生活を送っていたという。
2015年に始まった内戦では、フーシ (Houthis) からアデンを防衛する政府軍を援助した。同年10月9日、アデン県知事に任命された。およそ二ヶ月後の12月6日、アデンのタワヒ地区を通行中、サアドの車列に爆弾を積んだ自動車が突入。サアドは護衛と共に死亡した 。イラク・レバントのイスラム国イエメン州が犯行声明を出した。